# 奥尔科延
奥尔科延（西班牙語：Orcoyen）是西班牙纳瓦拉的一个市镇。总面积6平方公里，总人口1446人（2001年），人口密度241人/平方公里。